# Controrivoluzione ungherese (1918-1920)
La controrivoluzione ungherese del 1918-1920 fu un processo di lotta contro i governi rivoluzionari ungheresi verificatosi dopo la prima guerra mondiale che culminò, dopo la sconfitta della Repubblica Sovietica Ungherese per opera dell'esercito rumeno, con la presa del potere da parte del movimento conservatore e reazionario. La repubblica fu quindi abolita, con il risultato che fu ripristinata la monarchia fino al 1944 ma senza che vi fosse un vero monarca, piuttosto invece un reggente. In seguito, ebbe luogo una dura repressione di coloro che erano stati sospettati di simpatizzare per i governi rivoluzionari (cosiddetto "Terrore bianco"), prima che il nuovo regime ripristinasse grosso modo il vecchio sistema di stampo aristocratico-borghese esistente in Ungheria prima della Grande guerra.
La sconfitta dell'impero austro-ungarico nella prima guerra mondiale portò alla dissoluzione dell'impero e alla proclamazione dell'indipendenza ungherese nel novembre 1918. L'alleanza di alta e bassa nobiltà (funzionari pubblici, ufficiali, ecc.) con la piccola classe media borghese aveva controllato la politica, l'economia e la società ungherese prebellica e si opponeva ai cambiamenti politici e sociali che avrebbero potuto mettere a rischio la loro posizione privilegiata. La successiva proclamazione della repubblica sovietica nel marzo 1919 portò a un innegabile allontanamento dei membri delle classi medie e alte dal mondo politico, i quali cercarono rifugio sia in Austria sia nelle aree meridionali sotto l'occupazione francese, su tutte Seghedino. Fu in queste ultime aree che giunsero anche i rifugiati dai territori conquistati dalle nazioni vicine. La maggior parte di essi continuò a sostenere movimenti estremisti di destra che promettevano il recupero dei territori perduti e il ritorno all'ordine sociale precedente, considerato il desiderio di quelle persone di poter tornare a rioccupare delle cariche prestigiose.
Mentre a Seghedino il movimento controrivoluzionario rimase nelle mani della bassa nobiltà fedele alla corrente dell'estrema destra, la guida dei viennesi passò all'alta nobiltà e alla bassa nobiltà tradizionalista e reazionaria dell'Ungheria settentrionale e occidentale. Sia i profughi controrivoluzionari di Vienna che quelli di Seghedino tentarono invano di ottenere l'intervento armato della Triplice intesa contro il governo social-comunista di Budapest. A seguito dei successivi fallimenti all'inizio di giugno, i tentativi di stabilirsi in Ungheria attraverso l'Austria furono abbandonati e la principale attività controrivoluzionaria iniziò a svilupparsi da Seghedino. L'importanza di quest'ultima città nel movimento controrivoluzionario si doveva alla sua posizione (vicina alle aree sotto il controllo rumeno e jugoslavo) e alla presenza dell'occupazione militare francese, circostanza la quale scongiurava il rischio di un'aggressione ad opera degli eserciti degli Stati vicini, a cui peraltro l'insediamento aveva fornito rifugio. Nel mese di maggio la città accolse numerosi profughi dal territorio controllato dalla repubblica dopo i successivi fallimenti dei tentativi di rovesciare i comunisti e la creazione dell'apparato di sicurezza repubblicano. Molti ufficiali si trasferirono dall'Austria a Seghedino nel medesimo frangente. I cisalpini mantennero un atteggiamento ambiguo nei confronti del governo controrivoluzionario istituito su loro istigazione il 5 maggio 1919 ad Arad presieduto dal conte Gyula Károlyi e protetto dalle loro truppe. L'esecutivo agì temporaneamente in veste di agente francese nella regione, disponibile a sostituire quello comunista in caso di sconfitta e utile a limitare l'influenza di altre potenze nell'area, moderando al contempo le aspirazioni dei suoi presunti alleati serbi e rumeni. Tuttavia, le piccole dimensioni dell'esercito nazionale non preoccupavano Budapest. I francesi vietarono la coscrizione, quindi il nuovo esercito dovette essere formato esclusivamente da volontari, che non erano in numero considerevole ed escludevano praticamente gli operai, i contadini e gran parte della classe media locale.
Il governo che subentrò a Károlyi era guidato da Dezsö Ábrahám ed era più moderato. L'ex ammiraglio austro-ungarico Miklós Horthy continuò a guidare le truppe in modo indipendente, anche se non ruppe formalmente con il gabinetto di Ábrahám fino al 9 agosto. I suoi obiettivi e i suoi modi chiaramente reazionari fecero sì che la sua attrattiva fosse limitata a una ristretta classe sociale: nobiltà, bassa nobiltà, ufficiali e funzionari, in particolare i rifugiati provenienti da queste categorie. La carenza di coscritti e l'abbondanza di ufficiali rese necessaria la formazione di unità di soli ufficiali che, pur essendo unità d'élite, furono anche responsabili di molte delle atrocità commesse dall'esercito durante il periodo del Terrore bianco.
Dopo la sconfitta del governo comunista nella guerra romeno-ungherese il 1º agosto, prese vita l'esercito nazionale per cercare di colmare il vuoto di potere. Béla Kun cedette il potere a un governo socialista composto da elementi politici moderati. Senza l'appoggio degli Alleati e senza controllare alcuna forza armata, egli cadde vittima in pochi giorni di un colpo di Stato compiuto da un gruppo di controrivoluzionari della capitale, guidati dall'ex ministro István Friedrich, attivo durante il mandato di Mihály Károlyi. Quest'ultimo non riuscì a prendere il controllo dell'esercito interno, che rimase saldamente nelle mani di Horthy, che fu nominato comandante in capo dell'esercito, ma che non riuscì a subordinarlo.
Le pressioni di Horthy e dei suoi sostenitori indussero Friedrich a rinunciare alla presidenza del nuovo governo di coalizione, formato su insistenza degli Alleati. L'obiettivo principale di questo nuovo gabinetto fu quello di indire le elezioni, durante le quali entrambe le fazioni controrivoluzionarie, quella di Friedrich con l'appoggio della vecchia nobiltà e della borghesia urbana, e quella più radicale di Horthy, speravano di conquistare il potere con ampio margine nel neonato parlamento. Con il controllo del governo e delle forze di sicurezza dello Stato, la vittoria dei partiti di destra è stata assicurata nelle votazioni. Escluso lo scenario della restaurazione degli Asburgo e temendo un golpe o una guerra civile, il conte Apponyi ritirò la sua candidatura legittimista alla reggenza e, dopo accesi dibattiti, i due partiti di destra decisero di votare per Horthy. I più radicali, tuttavia, si disillusero presto del reggente, che si avvicinò gradualmente ai suoi vecchi avversari conservatori e si allontanò dagli estremisti che lo avevano aiutato a raggiungere la carica. Con la nomina di Pál Teleki alla presidenza dell'esecutivo, iniziò la fine del periodo controrivoluzionario e il ritorno a un modello di governo più simile a quello antecedente al 1914. Nell'aprile del 1921, István Bethlen sostituì Teleki e il suo arrivo alla guida del Consiglio dei Ministri segnò l'inizio della fase di stabilizzazione conservatrice che caratterizzò il decennio a venire.

## Contesto storico
La sconfitta dell'impero austro-ungarico nella prima guerra mondiale portò alla dissoluzione dello stesso e alla proclamazione dell'indipendenza ungherese nel novembre 1918. Le tensioni create dal conflitto mondiale e dalla precedente industrializzazione, oltre ai problemi strutturali (eccessivo nazionalismo, differenze di potere tra le comunità dell'impero e sistema di governo autoritario) fecero sì che avesse luogo lo smembramento del Paese. L'indipendenza tanto desiderata dalla nobiltà e dalla borghesia magiara di origine nobile arrecò, loro malgrado, grandi cambiamenti politici, sociali ed economici che si rivelarono sfavorevoli per i ceti elitari. L'Ungheria, sottosviluppata e prevalentemente rurale, contava circa il 60% di contadini, il 15% di proprietari terrieri, compresi i piccoli possidenti, e il 20% di lavoratori urbani, anche se solo la metà di questa cifra era costituita da minatori o lavoratori dell'industria, che comprendevano anche domestici o lavoratori urbani a giornata.

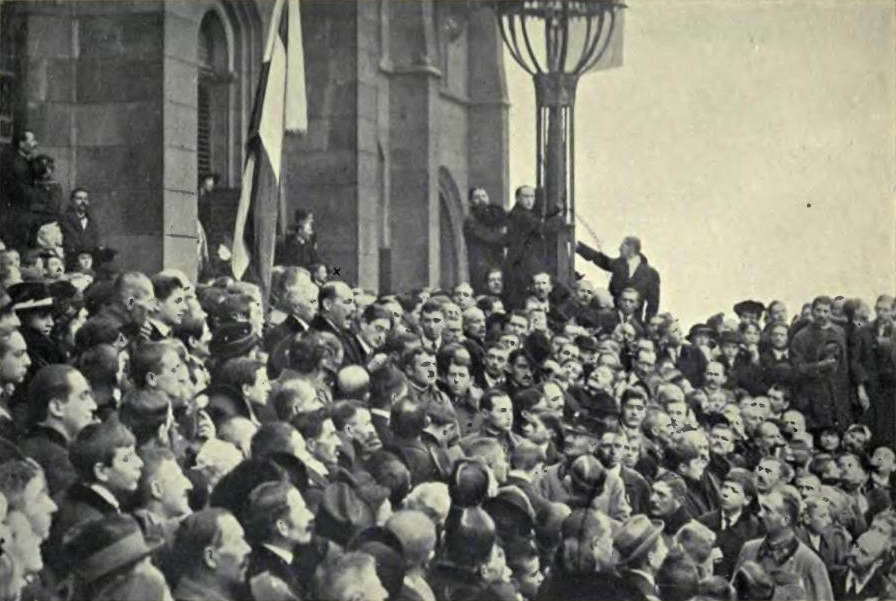
Proclamazione della repubblica il 16 novembre 1918 di Mihály Károlyi. L'incapacità del suo governo di attuare profonde riforme e di mantenere l'unità territoriale nei confronti dei suoi vicini portò alla proclamazione della Repubblica Sovietica Ungherese e al rafforzamento degli elementi controrivoluzionari

A differenza di altre nazioni, la classe media magiara proveniva in gran parte dalla bassa nobiltà che aveva abbandonato le proprie residenze signorili nelle province, spesso in regioni con una popolazione in gran parte non magiara, per trasferirsi in aree dove poteva accedere alla pubblica amministrazione piuttosto che aspirare al commercio e all'industria. Il resto consisteva principalmente di persone assimilate di origine tedesca ed ebraica, che erano in maggioranza nell'economia e nel settore secondario. L'alleanza di alta e bassa nobiltà (funzionari pubblici, ufficiali militari, ecc.) e la piccola borghesia controllava la politica, l'economia e la società ungherese dell'anteguerra e si opponeva ai cambiamenti politici e sociali che mettevano in pericolo questa supremazia. La guerra mondiale e la sconfitta assestarono un duro colpo a questo dominio, con un cambio di rotta che spronò l'affermazione di coalizioni riformiste fautrici della proclamazione della repubblica popolare.
All'inizio del periodo repubblicano, le forze reazionarie e conservatrici sembravano sconfitte e screditate, con il potere allora nelle mani della sinistra riformista. I successivi fallimenti interni, in particolare la mancanza di riforme di ampio respiro che potessero soddisfare la sinistra più radicale, ed esterni, ovvero l'incapacità del governo di Mihály Károlyi di ottenere il riconoscimento internazionale e di preservare l'integrità territoriale o di fermare l'avanzata degli Stati vicini, lo indebolirono progressivamente, consentendo da un lato il passaggio del potere a un'alleanza social-comunista nel marzo 1919 e dall'altro la parziale rinascita delle ex classi privilegiate.

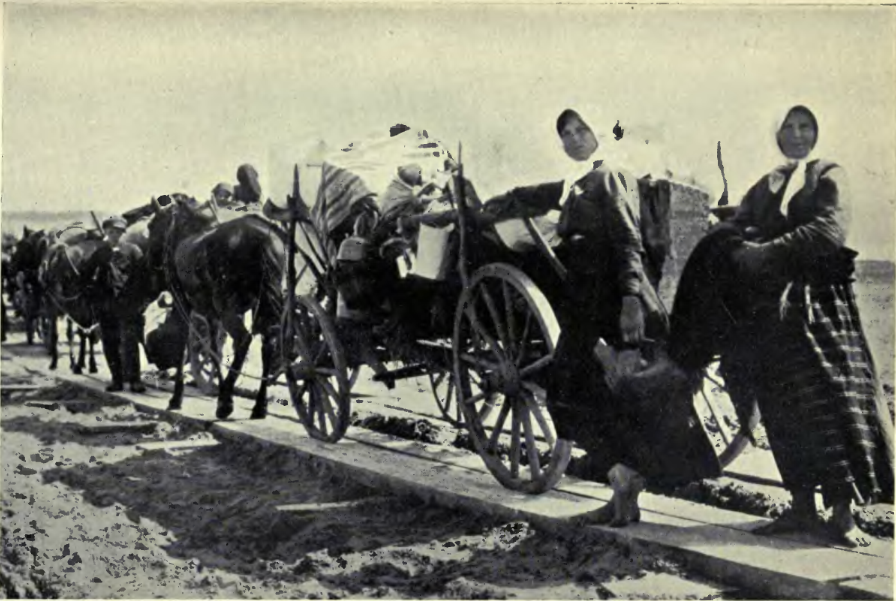
Rifugiati in fuga. La maggior parte dei profughi apparteneva ai ceti alti e medi che avevano perso la loro posizione privilegiata nei territori sottratti alle nazioni vicine e nel resto del Paese dalle rivoluzioni. Ciò incoraggiò i movimenti controrivoluzionari a tentare di recuperarli

La proclamazione della repubblica sovietica portò a un notevole esilio dei membri delle classi medie e alte, sia in Austria che nelle aree meridionali occupate dalla Francia. Lì si unirono ad altri rifugiati in fuga non dal governo comunista di Budapest, ma dai territori conquistati dai Paesi vicini, dove le ex minoranze avevano preso il potere politico. Questi due gruppi di sfollati costituirono la base principale del movimento controrivoluzionario che mirava all'eliminazione del governo comunista di Budapest e al recupero dei territori persi a favore delle nazioni vicine. Controllati da una combinazione di aristocratici, funzionari e ufficiali, i primi comitati controrivoluzionari erano di piccole dimensioni. Per i rifugiati la «crisi nazionale» doveva avere la precedenza su qualsiasi riforma sociale o economica, a cui generalmente si opponevano. La vecchia classe dirigente, i proprietari terrieri e i capitalisti industriali e commerciali si opposero alla nuova repubblica socialista fin dall'inizio.
La crisi del dopoguerra, con centinaia di migliaia di profughi di ritorno dal fronte o in fuga dai territori sotto il controllo dei Paesi vicini, accelerò la radicalizzazione del movimento controrivoluzionario. Le città vicine alle linee di armistizio e la capitale aumentarono enormemente la loro popolazione e le autorità si trovarono nell'impossibilità di affrontare il problema dell'assistenza ai profughi a fronte del caos economico che le privava di risorse. Privi di assistenza, riparo, cibo e occupazione, i rifugiati divennero presto elementi radicali che chiedevano un miglioramento delle loro condizioni quanto prima. Il grosso di essi iniziò a sostenere i movimenti estremisti di destra, i quali promettevano la riconquista di territori perduti e un ritorno al precedente ordine sociale, uno scenario questo decisamente agognato da quei profughi che in passato avevano ricoperto delle posizioni privilegiate.

## La controrivoluzione

### Vienna e Seghedino

L'Ungheria nella primavera del 1919. La zona di occupazione franco-jugoslava (in verde) era uno dei punti di incontro dei controrivoluzionari, così come l'Austria

Ogni tentativo fallito di rovesciare Béla Kun aumentò il numero di rifugiati ungheresi in Austria e nell'area occupata dai francesi intorno a Seghedino. In entrambi i luoghi si trovavano tutte le classi sociali e le posizioni politiche, dagli aristocratici e dalla bassa nobiltà agli operai e ai contadini, dai conservatori ai socialisti. Si stima che in Austria vi fossero circa 100.000 profughi ungheresi, di cui circa 10.000 o 15.000 sfollati dell'esercito. Non c'era unità tra i rifugiati né una posizione politica comune, e i rifugiati in Austria erano generalmente meno radicali di quelli presenti a Seghedino. L'aristocrazia, dedita perlopiù a incarichi pubblici e a ricoprire il ruolo di ufficiali dell'esercito, controllava la politica dei rifugiati sia in Austria che a Seghedino.
In generale, l'aristocrazia e la bassa nobiltà accolte in Austria provenivano dalle regioni occidentali dell'Ungheria e dai territori slovacchi ed erano più cosmopolite, ricche, abituate a trattare con il governo imperiale di Vienna, cattoliche, monarchiche e conservatrici. Gli aristocratici presenti a Seghedino provenivano principalmente dalla Transilvania, erano più radicali, poveri, con una tradizione calvinista, avversi al governo di Vienna e avvezzi più una visione del mondo provinciale, sebbene di stampo liberale. L'alta nobiltà di entrambi i poli controrivoluzionari propugnava il ritorno al vecchio sistema sociale e politico, e il recupero dei territori persi nei Paesi vicini, da cui molti di loro provenivano.
La bassa nobiltà coincideva solo in parte con quella alta, in quanto dava maggiore importanza alla ripresa dello Stato che piuttosto che al ripristino delle condizioni antecedenti al 1914. Ciò si doveva al fatto che, prima della rivoluzione, essi ricoprivano gran parte degli incarichi di servizio civile. Alcuni membri di questa borghesia da nobile a statista sostenevano addirittura idee di un vago socialismo populista.
Nonostante i diversi obiettivi dell'alta nobiltà e della classe media aristocratica, il rovesciamento del governo comunista unificò temporaneamente entrambi i gruppi. Diverse misure adottate dal governo, nello specifico l'epurazione dalle cariche pubbliche e l'espropriazione di castelli, palazzi, appartamenti, conti correnti e gioielli, radicalizzarono la vecchia élite sociale contro i palazzi del potere. È possibile che fino al 20% dell'aristocrazia magiara avesse lasciato l'Ungheria all'inizio della primavera del 1919.

#### Controrivoluzionari in Austria e Comitato antibolscevico

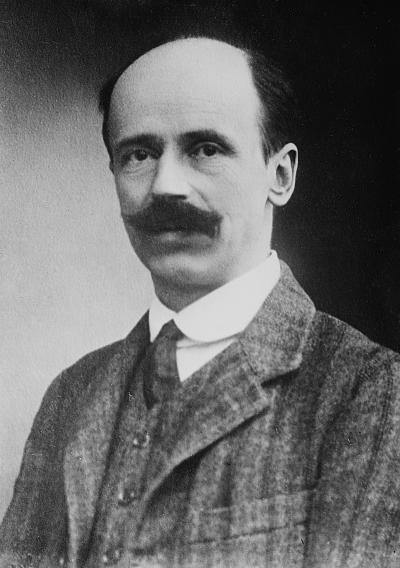
Il conte István Bethlen, nobile della Transilvania e capo del Comitato antibolscevico viennese, poi primo ministro per gran parte degli anni Venti

Mentre a Seghedino il movimento controrivoluzionario rimase nelle mani della bassa nobiltà sedotta dalle proposte dell'estrema destra, la guida dei viennesi passò nelle mani dell'alta aristocrazia e di quella bassa tradizionalista e reazionaria attiva nell'Ungheria settentrionale e occidentale.
Il 12 aprile 1919, nel tentativo di unificare gli esuli controrivoluzionari, fu costituito il "Comitato antibolscevico" (in francese Comité de l'ordre et antibolsheviste hongrois). L'organizzazione riuniva membri dei partiti ungheresi scomparsi prima della guerra, nonché membri della corrente più conservatrice del partito di Mihály Károlyi. A capo della stessa vi era il conte della Transilvania István Bethlen, con la stragrande maggioranza dei suoi elementi di spicco che erano aristocratici. La sede del comitato fu allestita in un palazzo appartenente a un nobile austriaco con interessi personali in Ungheria e favorevole al movimento. Nonostante si fosse proclamato successore di un'alleanza di partiti nazionalisti di centro-destra, sin dall'inizio gli aristocratici e la bassa nobiltà assunsero un peso preponderante.

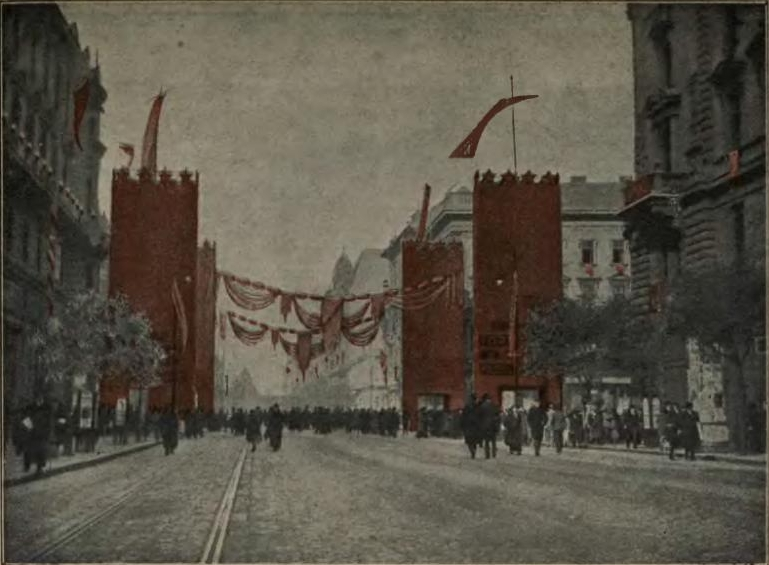
Celebrazione del primo maggio a Budapest, 1919. I tentativi controrivoluzionari di rovesciare il regime comunista dall'Austria nella primavera del 1919 non ebbero successo

All'inizio Bethlen cercò di convincere la Triplice intesa che avrebbe dovuto rovesciare il governo comunista ungherese, offrendosi di formare una coalizione controrivoluzionaria che includesse anche socialisti e liberali e che avrebbe sostituito l'esecutivo al potere. Inoltre, promise di indire delle elezioni a suffragio universale, ma la sua proposta e la richiesta di un prestito per sostenere il governo e la costituite di un piccolo esercito furono respinte dalla controparte. La Triplice Intesa diffidava del carattere reazionario dell'organizzazione di Bethlen e dubitava della capacità che sarebbe rimasto al potere in Ungheria senza il loro aiuto, oltre a rifiutarsi di imporre direttamente un governo a un Paese straniero.
Senza il sostegno economico degli Alleati, il movimento controrivoluzionario si finanziò grazie a prestiti, al contrabbando e, soprattutto, al furto di 140 milioni di corone dalla Bankgasse che il governo di Budapest aveva inviato all'ambasciata di Vienna e che, tra il 2 e il 3 maggio, un gruppo di ufficiali ottenne assaltando i locali della banca. Chi supervisionò i preparativi della rapina mantenne per sé il grosso del bottino creando una fazione rivale a quella di Bethlen, la quale era disposta a invadere militarmente l'Ungheria pur di assumere il potere a differenza dell'altra, che preferiva ricorrere a una soluzione diplomatica e confidava nell'intervento esterno degli Alleati.
Il tentativo di dare luogo a un'invasione si rivelò un totale fallimento, considerata la presenza di appena 44 uomini dei 10.000 ufficiali e 20.000 veterani allora presenti a Vienna, i quali furono fermati dall'esercito austriaco dopo un breve scontro a fuoco vicino al confine. Dopo questa battuta d'arresto, i controrivoluzionari avviarono dei colloqui con i gruppi di estrema destra austriaci per ottenere il loro sostegno, oltre a incoraggiare un movimento separatista sloveno nell'Oltremura che avrebbe potuto in seguito fungere da base territoriale dove stabilirsi. Anche questi piani non diedero i frutti sperati e la rivolta fu repressa; i ribelli furono internati nella prigione di Feldbach, da dove gran parte delle reclute favorevoli ai tentativi di restaurazione di Carlo IV d'Ungheria sarebbe poi uscita nel 1921.
Dopo i successivi fallimenti all'inizio di giugno, la prospettiva di stabilirsi in Ungheria attraverso l'Austria fu accantonata e la principale attività controrivoluzionaria iniziò a svilupparsi da Seghedino. Le autorità jugoslave consentirono la cooperazione tra i gruppi di Vienna e Seghedino attraverso il loro territorio, con l'approvazione dei comandanti francesi.

#### I governi di Seghedino

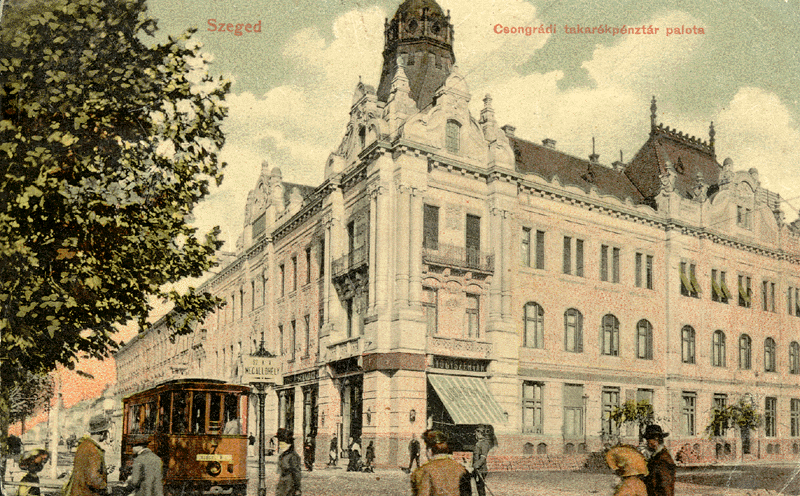
Seghedino all'inizio del XX secolo. Inizialmente controllata dai liberali, la città divenne il centro del movimento controrivoluzionario grazie all'incapacità dei profughi in Austria di deporre i comunisti, alla sua posizione geografica favorevole all'accoglienza dei profughi e all'occupazione francese, che la protesse dalle truppe dei Paesi vicini e dal governo di Béla Kun

L'importanza di Seghedino nel movimento controrivoluzionario si doveva alla sua posizione, vicina alle aree sotto il controllo rumeno e jugoslavo, e al fatto che era sotto l'occupazione militare francese, fuori dalla portata degli eserciti degli Stati vicini, e quindi un rifugio per un gran numero di sfollati dalla Transilvania, dal Banato e dalla Vojvodina. Il 29 marzo 1919, il comando francese sciolse il direttorio comunista che aveva preso il controllo della città in seguito alla proclamazione della repubblica sovietica il 21 dello stesso mese. Legalmente ancora sotto il governo di Budapest, da allora in poi la città rimase sotto il controllo militare francese.
All'inizio, la città fu governata dal vecchio consiglio, che includeva liberali ed ebrei. Tuttavia, il crescente arrivo di profughi, la maggioranza dei quali con ideologia controrivoluzionaria, fece sì che poco a poco la politica locale passò nelle mani dell'estrema destra. A metà aprile, con la nuova offensiva della Romania che sbaragliò la divisione Székely, il numero dei profughi transilvani, molti dei quali funzionari, crebbe vertiginosamente. A maggio la città accolse un gran numero di rifugiati provenienti dal territorio controllato dalla Repubblica dopo i successivi tentativi falliti di rovesciare i comunisti e la creazione dell'apparato di sicurezza guidato da Tibor Szamuely. Vari altri ufficiali si recarono dall'Austria a Seghedino in questo frangente storico. I francesi mantennero un atteggiamento ambiguo nei confronti del governo controrivoluzionario; creato su loro indicazione il 5 maggio 1919 e protetto dalle truppe cisalpine, esso era stato formato ad Arad. Anche la composizione originaria era passata sotto il controllo francese, poiché furono dettate delle disposizioni che prevedevano la necessità di includere elementi moderati, anticomunisti e che potessero formare una coalizione che comprendesse pure i liberali. Il trasferimento da Arad, isolata da jugoslavi e rumeni, a Seghedino il 28 maggio, oltre al passaggio di molti profughi dall'Austria alla città magiara appena menzionata, furono opera dei francesi. Lo stesso poté dirsi dalla formazione del nuovo esercito nazionale al comando dell'ex ammiraglio austro-ungarico Miklos Horthy, voluta da Parigi. Fu Gyula Gömbös, tuttavia, colui che assunse il controllo della caserma di Seghedino il 7 maggio e, poco dopo, del resto della città. L'obiettivo del nuovo governo, oltre a prevedere la costituzione di nuove forze armate, era quello di rovesciare l'Armata Rossa attiva a Budapest. Lo stesso giorno della sua installazione a Seghedino, il conte Gyula Károlyi aveva offerto ai comandanti francesi di reclutare una forza di trecento uomini per attraversare le linee sovietiche e raggiungere Budapest, seguito dalle unità cisalpine. Il giorno successivo, Károlyi proclamò la nascita da un gabinetto presieduto da lui stesso, con l'erudito conte Pál Teleki come ministro degli Esteri e il capitano Gömbös, veterano dello stato maggiore generale, in qualità sottosegretario alla Guerra; la carica di ministro di questo portafoglio fu occupata pochi giorni dopo dall'ex collaboratore dell'imperatore Francesco Giuseppe, l'ammiraglio Horthy. Il 31, il Consiglio dei Ministri promise di indire elezioni a suffragio universale e di istituire un governo costituzionale, ma questo non ottenne la fiducia dei francesi, che comunque ne tollerarono l'esistenza.
Parigi non riconobbe il nuovo governo del conte Károlyi, che fu definito reazionario e nel quale, a loro dire, erano presenti «elementi germanofili»; per questo motivo, limitarono la crescita del nuovo esercito e posero il veto a un attacco al governo di Budapest, consapevoli che i controrivoluzionari non avrebbero potuto portare a termine senza i finanziamenti e gli armamenti francesi. Ciononostante, l'esecutivo divenne temporaneamente un agente francese nella regione, disponibile a sostituire quello comunista in caso di sconfitta e utile a limitare l'influenza di altre potenze nell'area, moderando al contempo le aspirazioni dei suoi teorici alleati serbi e rumeni. Le dimensioni ridotte dell'esercito interno non preoccuparono Budapest.
Grazie al sostegno francese, la Jugoslavia mantenne relazioni amichevoli con il Seghedino e arrivò a riconoscerlo nell'estate del 1919, poco prima della fine della parentesi comunista a Budapest. Durante la primavera, tuttavia, vari tentativi da parte dei controrivoluzionari a Vienna e Seghedino di ottenere il sostegno jugoslavo e il permesso di Belgrado di allestire delle unità in Baranja non andarono a buon fine, con gli jugoslavi che comunicarono a Budapest la loro intenzione di non intervenire militarmente. Le relazioni con il governo di Bucarest, al contrario, furono poco intrattenute. Appare possibile che i rapporti freddi si dovettero al fatto che Károlyi era un proprietario terriero proveniente dalla Transilvania, passata in mano alla Romania, come molti dei suoi membri del gabinetto. Tra il 3 e il 22 maggio, il nuovo Consiglio dei ministri venne arrestato dalle autorità rumene, con i membri che vennero liberati solo per via della pressione francese. In seguito l'atteggiamento rumeno si ammorbidì e Bucarest propose la subordinazione delle truppe di Seghedino alle forze armate rumene per combattere il regime comunista, ma i negoziati tra le due fazioni fallirono, nonostante l'appoggio cisalpino.
Inoltre, i francesi non riuscirono a preservare il carattere moderato del governo, che si spostò gradualmente a destra, in parte sotto la pressione dei rifugiati radicali che si opponevano alla cooperazione con i liberali e i socialisti. Sia Parigi che Londra consideravano l'esecutivo di Seghedino dalla natura reazionaria, nonostante le sue promesse di democrazia, malgrado ne condividessero l'antibolscevismo. Anche le lotte intestine tra le varie correnti e i raggruppamenti controrivoluzionari erano malvisti, benché si sperasse che Károlyi vi potesse porre fine.

### Crisi della Repubblica Sovietica
La crisi economica, diplomatica e militare di fine maggio e inizio giugno ridusse il sostegno popolare alla repubblica sovietica. Il ritiro di giugno dai territori della Slovacchia (l'«Alta Ungheria») mise in discussione la capacità del governo di difendere il territorio e alienò parte dei rifugiati, degli intellettuali e degli ufficiali. Molti di questi ultimi iniziarono a simpatizzare attivamente con il governo rivale di Seghedino, i cui sostenitori crebbero. Alla fine di giugno, dei gruppi clandestini di ufficiali, infiltratisi persino nello stato maggiore, cospirarono per rovesciare la repubblica con un golpe. A quel punto alcune misure adottate dall'esecutivo di Budapest, tra cui la nazionalizzazione di aziende o grandi proprietà senza distribuirle tra i contadini, l'abolizione dei diritti civili o l'uso del terrore avevano minarono seriamente il sostegno popolare alla repubblica sovietica.

### L'esercito nazionale

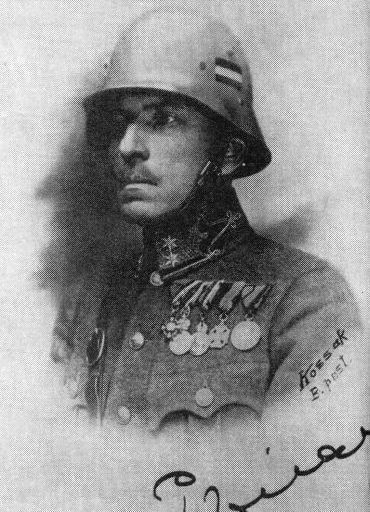
Pál Prónay, comandante di uno dei distaccamenti di ufficiali che abbondavano nell'esercito nazionale. Le truppe d'élite perpetrarono anche numerose atrocità contro la popolazione civile sospettata di simpatizzare con i rivoluzionari o di essere ebrea

I francesi vietarono la coscrizione, per cui il nuovo esercito dovette essere composto esclusivamente da volontari, che non erano molto numerosi, e praticamente escludevano gli operai, i contadini e gran parte della classe media locale. La maggioranza dei volontari (circa due terzi) erano rifugiati, e tra un terzo e la metà dell'esercito (circa 6.600 uomini all'inizio) risultavano ufficiali, con una percentuale molto alta di gendarmi. L'esercito riunì gli elementi più radicali dell'Ungheria, provenienti sia dalle aree sotto il controllo comunista sia dai territori sotto il controllo degli Stati confinanti. Il 6 giugno il comando francese rifiutò di consegnare gli armamenti ungheresi requisiti per armare diverse unità che il gabinetto di Károlyi voleva formare. Così, la prima piccola unità, composta esclusivamente il 15 giugno da ufficiali e guidata dal capitano di estrema destra Pál Prónay, impiegò diverse settimane per essere creata. L'atteggiamento cisalpino è cambiato il 25 giugno con l'arrivo in città del generale Louis Franchet d'Espèrey, che promise armamenti a Károlyi e di consentire un aumento della leva, ma non di tollerare l'avanzata delle unità sul suolo magiaro.
Parigi, da cui il governo rivoluzionario dipendeva soprattutto per le questioni militari, non vedeva di buon occhio la composizione radicale del gabinetto, e temeva addirittura l'arresto del Consiglio dei ministri da parte delle sue stesse truppe. I tentativi dei radicali, compresi quelli del futuro primo ministro Gyula Gömbös, di rendere il gabinetto più moderato e di ottenere il sostegno dei liberali si arenarono. Di fronte al peggioramento dei rapporti tra francesi e magiari, il 12 luglio i loro membri peggiori sono scomparsi da il governo del primo, scomparvero dal governo i membri del governo meno apprezzati dai francesi, tra cui ad esempio lo stesso primo ministro Gyula Károlyi, destituito il 5 luglio, Miklos Horthy o Gömbös. Quest'ultimo fu espulso da Seghedino, ma Horthy mantenne il controllo dell'esercito venendo nominato comandante in capo pur perdendo il suo ministero.
Il nuovo governo che rimpiazzò Károlyi era guidato da Dezsö Ábrahám e fu più moderato, migliorando le relazioni con i cisalpini e la popolazione locale, ma al prezzo di perdere gradualmente l'appoggio degli elementi più radicali, i quali si riunirono attorno a Horthy e all'esercito, che l'esecutivo non controllava più. Horthy ha continuò a guidare le truppe in modo indipendente, con la rottura formale con il gabinetto che ebbe luogo il 9 agosto. Questi, insieme a Gömbös, fu il principale organizzatore dell'esercito nazionale e dei distaccamenti di ufficiali. Gömbös presiedette l'Associazione per la Difesa Nazionale Ungherese (Magyar Országos Véderő Egylet o MOVE), l'associazione dei veterani di guerra. Il neonato esercito, una formazione al servizio degli interessi della nobiltà, aveva tre obiettivi principali:
- La sconfitta del governo comunista;
- Il recupero del potere per l'élite che lo aveva detenuto fino alla proclamazione della repubblica alla fine del 1918;
- Il recupero dei territori per mano degli Stati confinanti.

I suoi obiettivi e i suoi modi chiaramente reazionari fecero sì che il suo appello fosse limitato a una ristretta classe sociale: alta aristocrazia, bassa nobiltà, funzionari e dipendenti pubblici, in particolare i rifugiati provenienti da queste categorie. All'inizio, tuttavia, non si ipotizzò di formare necessariamente un grande esercito, in quanto si riteneva che a far cadere il governo di Béla Kun sarebbero stati gli Alleati, considerati in possesso di una potenza sufficiente per completare l'operazione. Una volta che i francesi ebbero chiarito il loro rifiuto di rovesciare i comunisti, l'aumento dei membri dell'esercito assunse una rilevanza innegabile, ma venne ostacolata dalla riluttanza dei cisalpini a sostenerlo, dalla mancanza di fondi sufficienti e dalla scarsità di reclute.
La carenza di coscritti e l'abbondanza di ufficiali rese necessaria la formazione di unità di soli ufficiali che, pur essendo unità d'élite, furono anche responsabili di molte delle atrocità commesse dall'esercito. Esse costituirono anche la sezione più radicale del movimento controrivoluzionario situato a Seghedino. La maggioranza dei suoi membri proveniva dalla bassa nobiltà che era arrivata a dipendere dal controllo della burocrazia statale per il proprio sostentamento e come fonte del proprio potere. La perdita della loro posizione privilegiata dovuta alle cessioni territoriali dell'Ungheria a causa delle rivoluzioni li rese estremamente ostili e diffidenti nei confronti delle novità. Sia le tre principali unità paramilitari create a Seghedino che le sei compagnie formate in città durante l'estate erano comandate da aristocratici, simbolo della loro importanza nel movimento controrivoluzionario.
Uno dei distaccamenti di ufficiali, quello di Pál Prónay, divenne il principale rappresentante militare dei sostenitori di Miklos Horthy e formò un servizio informale di informazione e sicurezza che controllava il territorio, svolgendo attività di controspionaggio, sicurezza e intimidazione dei potenziali sostenitori del governo di Budapest, includendo tra i suoi metodi la tortura dei detenuti. L'unità poteva contare su una grande percentuale di nobili, sintomo della radicalizzazione postbellica di questa classe sociale.

### Il governo di Ábrahám
Avendo perso il controllo delle truppe, l'esecutivo di Dezsö Ábrahám, composto da figure di poco conto e senza una chiara ideologia in quanto coalizione, composto da figure di basso profilo e senza una chiara ideologia in quanto si trattava di una coalizione, perse la sua ragion d'essere quando perse il controllo delle truppe e fu sciolto il 19 agosto, ovvero meno di due settimane dopo la caduta della Repubblica Sovietica.

### Caduta della repubblica e lotta per il potere

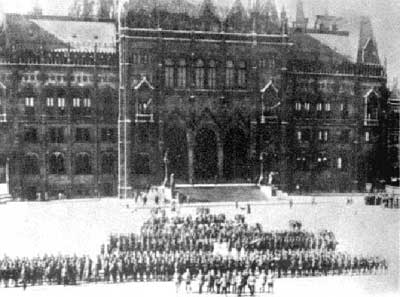
Truppe rumene davanti al parlamento ungherese. Gli occupanti permisero il rovesciamento del governo socialista moderato che era nato dopo la sconfitta del governo sovietico. Le forze di Seghedino evitarono qualsiasi scontro con i rumeni

Dopo la sconfitta del governo comunista da parte dell'esercito rumeno il 1º agosto, la notizia giunse a Seghedino il giorno successivo e l'esercito nazionale si mise in moto per cercare di colmare il vuoto di potere, eludendo il controllo delle truppe francesi, del cui atteggiamento i controrivoluzionari non erano sicuri.
Béla Kun aveva ceduto il potere a un governo esclusivamente socialista, guidato da Gyula Peidl e controllato dalla tendenza sindacalista del partito. L'obiettivo dei controrivoluzionari era quello di prendere la capitale prima che il nuovo consiglio dei ministri potesse consolidarsi. I cisalpini permisero infine all'esercito nazionale di avanzare, marciando con circa 2.500 uomini verso Budapest, che alla fine fu occupata prima delle forze armate rumene, che i controrivoluzionari non desideravano ingaggiare. Essi si limitarono ad occupare le regioni occidentali del Paese, ovvero il Transdanubio, dove furono gradualmente raggiunti dalle unità sparse della vecchia armata Armata Rossa, che aumentarono notevolmente le loro dimensioni.
Senza l'appoggio degli Alleati e senza il controllo di alcuna forza armata, il governo socialista cadde in pochi giorni a causa di un colpo di Stato di un gruppo di controrivoluzionari della capitale, guidati dall'ex ministro di Mihály Károlyi, István Friedrich, che proclamò immediatamente reggente l'arciduca Giuseppe d'Asburgo. Il colpo di Stato godette della neutralità delle autorità di occupazione rumene e dell'acquiescenza di britannici e italiani, anche se colse di sorpresa i francesi, che sostenevano il gruppo di Seghedino. Ben presto vide la luce il nuovo governo di Friedrich, composto da borghesi e membri delle professioni liberali con l'esclusione della nobiltà.
Nemmeno i golpisti riuscirono a ottenere il riconoscimento degli Alleati della legittimità del loro governo; non essendo stati in grado di raggiungere l'accordo con i socialisti richiesto dalle potenze occidentali, dovettero affrontare l'ostilità degli Alleati e dei Paesi vicini a causa della presenza dell'arciduca e non ci fu la possibilità di allestire una forza armata leale di dimensioni significative a causa dell'ostilità dei comandanti rumeni. Friedrich non risultò nemmeno capace di prendere il controllo dell'esercito nazionale, che rimase saldamente nelle mani di Horthy, nominato comandante in capo dell'esercito e che non agì da subordinato. Sotto pressione, l'arciduca scelse di ritirarsi il 24 agosto e Friedrich dovette promettere elezioni a scrutinio segreto e un ampio censimento a metà novembre, a causa dell'imposizione della Triplice Intesa.

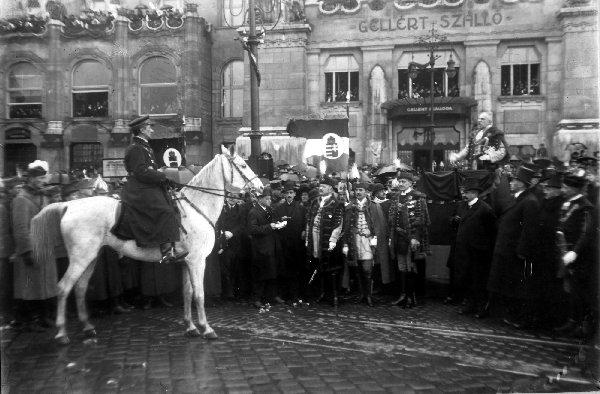
Miklós Horthy compie il suo ingresso a Budapest a cavallo nel novembre 1919, dopo l'evacuazione della città da parte delle unità rumene

Dal punto di vista politico, tuttavia, Friedrich ottenne una vittoria temporanea sul gruppo di Seghedino guidato da Horthy: la creazione di una potente formazione politica, il Partito di Unità Nazionale Cristiana (KNEP), che riuniva politici di prestigio e comprendeva molti degli esuli austriaci. Alla potenza militare di Horthy, che occupava le province occidentali e attendeva il ritiro dei rumeni per occupare la capitale e i territori orientali, Friedrich oppose la sua nuova formazione politica con un ampio sostegno tra le vecchie figure della politica nazionale.
Dopo la ritirata rumena del novembre 1919 (la partenza da Budapest avvenne il 14 e l'attraversamento del fiume Tibisco, frontiera naturale, il 23), la situazione sembrò arridere a Friedrich in seguito alla promessa di Horthy di subordinare al governo le sue truppe, notevolmente cresciute in termini numerici. Tra la caduta della repubblica sovietica in agosto e l'ingresso nella capitale il 16 novembre, le province sotto il controllo effettivo di Horthy sperimentarono una serie di persecuzioni comprese nella cosiddetta parentesi storica del «Terrore bianco», indirizzata contro la popolazione civile, mentre la repubblica e le sue forze potevano ormai considerarsi un ricordo. Horthy si impegnò a non continuare la repressione nella capitale. Nonostante ciò, seguirono dei pogrom e videro la luce dei tribunali speciali per condannare comunisti e lavoratori. Le ex classi privilegiate riconquistarono il potere nel Paese a fronte dell'apatia generale della maggioranza della popolazione. La persecuzione degli oppositori e degli ebrei si intensificò dopo l'occupazione della capitale.
Le pressioni di Horthy e dei suoi sostenitori indussero Friedrich ad abbandonare la presidenza del nuovo governo di coalizione, formato su insistenza degli Alleati, che comprendeva persino socialisti e liberali, sebbene fosse sotto il controllo schiacciante del KNEP.
Questo nuovo governo, guidato da un politico quasi privo di appoggio e prestigio, Károly Huszár, aveva come obiettivo principale lo svolgimento di elezioni, in cui entrambe le fazioni controrivoluzionarie, quella di Friedrich con il sostegno della vecchia alta nobiltà e della borghesia urbana, e quella più radicale attorno a Horthy, cercavano di conquistare il potere nel nuovo parlamento. Il clima di intimidazione nei confronti delle formazioni progressiste portò i socialisti a decidere di non presentare candidati e la vittoria delle formazioni conservatrici si rivelò praticamente certa. Inoltre, il 1º dicembre il nuovo governo ricevette un invito dalle potenze vincitrici a inviare una delegazione per ricevere i termini del trattato di pace, che gli furono comunicati a Parigi il 15 gennaio 1920.

### Elezioni dell'Assemblea e della reggenza
Il moderato Partito dei Piccoli Proprietari Indipendenti, il quale si batté fortemente per una riforma agraria, divenne determinante nell'elezione di Horthy e dei suoi sostenitori prima al parlamento e poi alla reggenza, una volta esclusa l'ipotesi di ripristinare al potere gli Asburgo. La presa di potere del partito iniziò con l'unione con il conservatore Partito Agrario, guidato dal presidente dell'OMGE, l'associazione dei proprietari terrieri magiari. Gömbös e il fratello di Horthy, tra gli altri importanti sostenitori dell'ammiraglio, si unirono al partito. Quest'ultimo iniziò a dimostrare delle simpatie verso destra e si lasciò andare a un maggiore sostegno per l'ex ammiraglio.

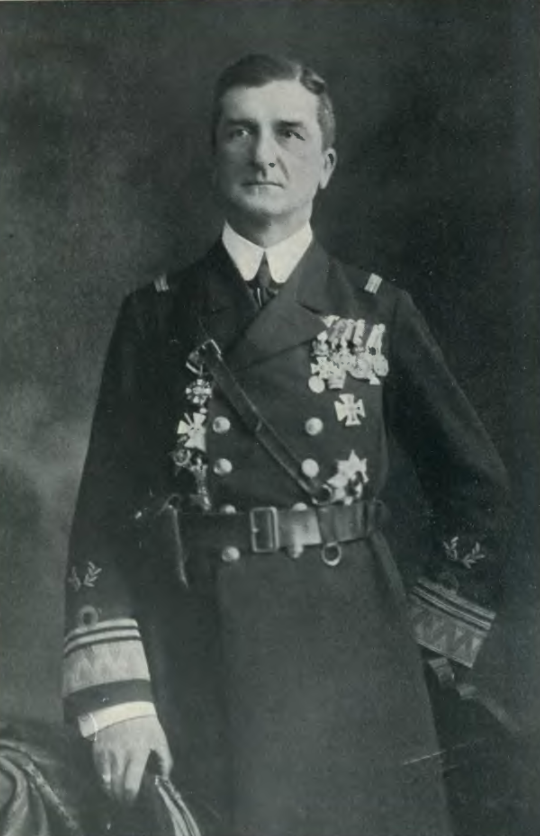
Miklós Horthy, ex ammiraglio austro-ungarico e aiutante di campo dell'imperatore, è stato nominato ministro della Difesa del governo di Seghedino e successivamente comandante in capo dell'esercito nazionale. Egli aceva affidamento sugli elementi più estremisti per ottenere il potere, ma in seguito li abbandonò e si alleò con la nobiltà e l'alta borghesia; rimase reggente fino al 1944

Allo stesso tempo, i sostenitori di Horthy cercarono di indebolire l'opposizione del KNEP, attirando alcuni dei suoi membri nelle loro file e cercando di screditarne altri, come lo stesso Friedrich, vittima di una campagna contro di lui. Le società segrete che divennero importanti in questo periodo e che giocarono un ruolo notevole nella politica ungherese all'inizio degli anni '20 furono in gran parte responsabili di queste attività.
Incerti della loro vittoria sui socialisti e sui liberali, i due partiti di destra teoricamente rivali cercarono di raggiungere un accordo che garantisse la loro maggioranza schierando candidati singoli in alcuni distretti, ma l'accordo fu solo parziale. Le vessazioni subite durante la campagna elettorale da parte dei partiti liberale e socialista li indussero infine a rinunciare alla partecipazione alle elezioni e ad abbandonare la coalizione di governo (15 gennaio 1920). Con il controllo del governo e delle forze di sicurezza statali, la vittoria dei partiti di destra fu assicurata nelle votazioni del 25 gennaio e del 3 febbraio 1920, in cui entrambi ottennero un'ampia maggioranza. Il Partito dei Piccoli Proprietari ottenne 79 seggi e il KNEP 72 su 164. A giugno furono nominati i deputati dell'oltre Tibisco, ma l'equilibrio di potere non mutò in maniera sostanziale.
Sebbene vittoriosi, entrambi i partiti iniziarono a disintegrarsi quasi immediatamente. Dopo successivi raggruppamenti, a giugno, dei 207 deputati, i Piccoli proprietari controllavano solo 91 seggi, il KNEP 59 e i Dissidenti, una nuova fazione del partito di István Bethlen, 19. A quel punto, l'instabilità dei partiti divenne cronica.

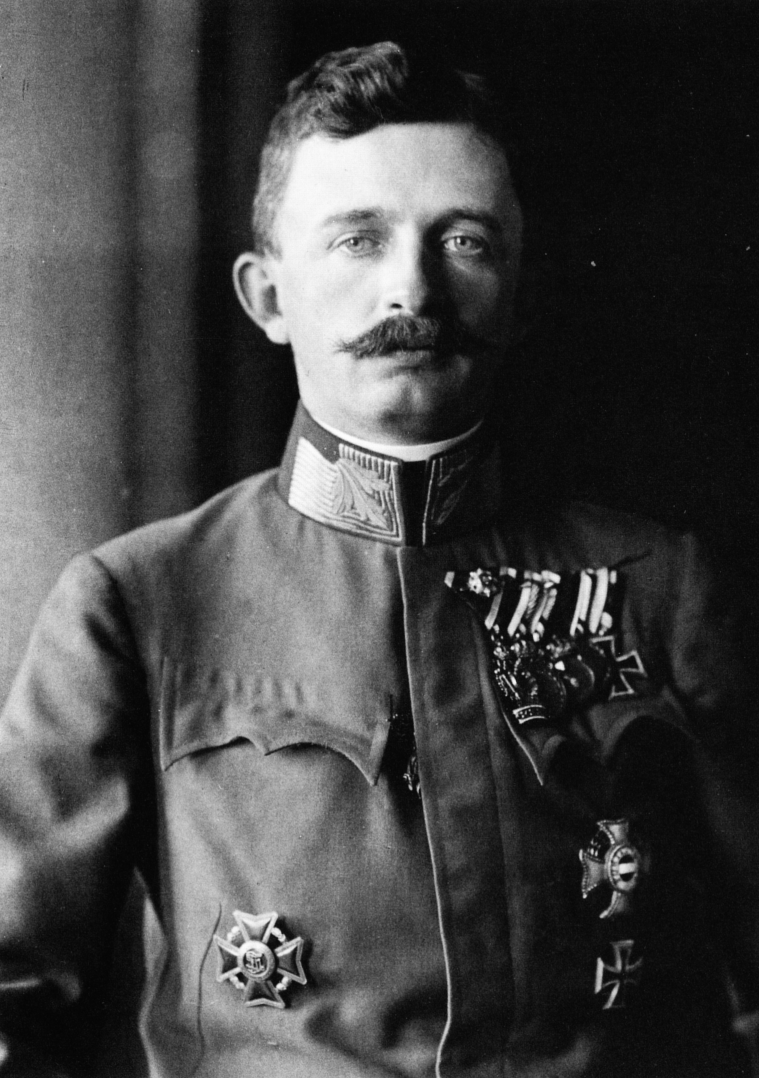
L'imperatore Carlo I d'Austria (noto anche come Carlo IV d'Ungheria), il cui ritorno al trono era auspicato da alcune fazioni politiche magiare

Subito dopo le elezioni, il primo compito dell'assemblea riguardò l'elezione del capo di Stato e l'approvazione dei suoi poteri. I legittimisti auspicavano il ritorno del re Carlo I o, in alternativa, di suo figlio Ottone; sullo sfondo, come terza opzione, vi era l'arciduca Giuseppe. Questi scenari furono esclusi dalla forte opposizione dei Paesi vicini e delle grandi potenze internazionali. In sostituzione agli Asburgo, i legittimisti appoggiarono poi il candidatura del conte Albert Apponyi, un politico veterano che credevano fosse disposto a cedere il potere agli Asburgo se la situazione internazionale fosse diventata più favorevole in futuro.
L'opposizione dei poteri alla restaurazione di Carlo aprì la strada alla reggenza di Horthy, che altrimenti avrebbe dovuto consentire il ritorno del monarca. Horthy iniziò a esercitare delle pressioni sull'esecutivo, in cui i legittimisti erano in maggioranza, e sull'assemblea, lasciando che si diffondesse la voce che intendeva organizzare un golpe se non fosse stato eletto reggente. Spaventato da questa prospettiva o dal rischio di una guerra civile, Apponyi ritirò la sua candidatura e, dopo un acceso dibattito, i due partiti di destra decisero di votare per l'insediamento di Horthy. Il primo ministro dichiarò a coloro che ancora si opponevano:
Gli oppositori di Horthy cercarono dunque di limitare i poteri della reggenza, ma l'ammiraglio insistette con successo per mantenere i privilegi dei monarchi. Il giorno delle elezioni, per assicurarsi la nomina alla carica, Horthy inviò i distaccamenti di Pál Prónay e di Ostenburg per sigillare il Parlamento e scortarlo all'assemblea. In un tale clima, lo spoglio terminò con 131 voti a suo favore su 141, con soli sette rappresentanti che votano per la candidatura di Apponyi.

## Conseguenze
Uno dei primi eventi immediatamente conseguenti alla controrivoluzione passò per la moderazione delle posizioni di Horthy e la repressione delle bande terroristiche. I più radicali, tuttavia, si disillusero presto del reggente, che si avvicinò gradualmente ai suoi ex avversari e si allontanò dagli estremisti che lo avevano aiutato a raggiungere la carica. Conservatore convertito al radicalismo solo per via delle circostanze del momento, era più favorevole a un governo autoritario reazionario che al nuovo modello totalitario.
Una volta abbandonati i due tentativi eseguiti dagli aristocratici monarchici di ottenere il ritorno del re nella primavera e nell'autunno del 1921, essi cedettero il passo ad altre figure più favorevoli all'accordo. Horthy, da parte sua, si convinse della necessità di eliminare le bande terroristiche radicali che non gli servivano più e che rendevano difficile raggiungere un accordo con l'aristocrazia e la grande borghesia. Uno dopo l'altro i distaccamenti furono sciolti e i loro comandanti caddero nell'oblio o passarono all'opposizione.
Nel giugno 1920, il gruppo formato attorno a István Bethlen e Pál Teleki si alleò con Horthy e quest'ultimo fu nominato primo ministro. Con il suo governo iniziò la fine del periodo controrivoluzionario e il ritorno a un modello di governo più simile a quello antecedente al 1939. Dalla metà del 1920, e soprattutto a partire da novembre, il governo iniziò a reprimere le attività dei paramilitari, mentre nell'aprile 1921 Bethlen sostituì Teleki.
Puritano, stoico e flemmatico, colto, abile e politicamente astuto, tutti, tranne gli estremisti, accettarono Bethlen. Gli aristocratici lo accettarono come uno di loro. ad eccezione dei monarchici estremi, mentre la sua moderazione gli permise di riconciliare l'alta borghesia, spesso ebrea, con il regime. Egli riuscì persino a raggiungere un accordo con i socialdemocratici che consentiva le sue attività molto limitate in cambio di importanti concessioni. Essendo rifugiato in quanto transilvano, e uno dei loro principali esponenti, anche i radicali lo accettarono temporaneamente, confidando che non avrebbe accettato le pesanti condizioni imposte dal trattato del Trianon e si sarebbe adoperato per il recupero dei territori ceduti ai Paesi confinanti. Con l'arrivo del governo di Bethlen, iniziò il periodo di stabilizzazione conservatrice che segnò il decennio.

### Esplicative
1. ↑  Nagy-Talavera fornisce numeri leggermente diversi, indicando 87 seggi per i Piccoli proprietari e 77 per il KNEP, forse includendo già i seggi eletti a giugno: Nagy-Talavera (1970), p. 55.

### Bibliografiche
1. ↑  Szilassy (1971), p. 24.
2. ↑  Bodó (2004), p. 129.
3. 1 2 3 4  AA.VV. (1988), p. 157.
4. ↑  Mocsy (1983), pp. 2, 176, 183.
5. ↑  Mocsy (1983), p. 2; Rogger e Weber (1974), p. 367.
6. ↑  Mocsy (1983), p. 2.
7. ↑  Mocsy (1983), p. 2; Nagy-Talavera (1970), p. 49.
8. ↑  Mocsy (1983), p. 3; Nagy-Talavera (1970), p. 49; Bodó (2004), p. 129.
9. ↑  Rogger e Weber (1974), pp. 369-370; Mocsy (1983), p. 6; Bodó (2004), p. 129.
10. ↑  Mocsy (1983), p. 80; Rogger e Weber (1974), p. 370.
11. 1 2  Mocsy (1983), p. 80.
12. ↑  Rogger e Weber (1974), p. 370.
13. 1 2 3  Mocsy (1983), p. 91.
14. ↑  Mocsy (1983), p. 92.
15. ↑  Mocsy (1983), pp. 93, 182.
16. ↑  Nagy-Talavera (1970), pp. 49-50; Mocsy (1983), p. 104.
17. 1 2  Mocsy (1983), p. 104.
18. ↑  Nagy-Talavera (1970), p. 50; Mocsy (1983), p. 104.
19. 1 2 3  Mocsy (1983), p. 106.
20. ↑  Mocsy (1983), p. 105; Bodó (2010), p. 706.
21. 1 2 3  Mocsy (1983), p. 105.
22. ↑  Nagy-Talavera (1970), p. 51; Mocsy (1983), p. 105; Bodó (2010), p. 708.
23. ↑  Mocsy (1983), p. 105; Nagy-Talavera (1970), p. 51.
24. 1 2  Bodó (2010), p. 708.
25. ↑  Mocsy (1983), p. 106; Nagy-Talavera (1970), p. 50.
26. ↑  Mocsy (1983), p. 106; Bodó (2010), p. 708; AA.VV. (1988), p. 157.
27. ↑  Mocsy (1983), p. 106; Rothschild (1990), p. 151; Rogger e Weber (1974), p. 370; Nagy-Talavera (1970), p. 50; AA.VV. (1988), p. 157.
28. ↑  Mocsy (1983), p. 107.
29. 1 2  Bodó (2010), p. 708; Mocsy (1983), p. 108.
30. ↑  Bodó (2010), p. 708; Mocsy (1983), p. 109; Rothschild (1990), p. 151.
31. ↑  Mocsy (1983), p. 109.
32. ↑  Bodó (2010), p. 708; Mocsy (1983), p. 110.
33. ↑  Mocsy (1983), p. 110.
34. ↑  Mocsy (1983), p. 111.
35. ↑  Mocsy (1983), p. 111; Bodó (2010), p. 709.
36. ↑  Rothschild (1990), p. 151.
37. 1 2 3 4 5  Mocsy (1983), p. 113.
38. 1 2 3  Mocsy (1983), p. 114.
39. ↑  Juhász (1979), p. 23; Király e Pastor (1988), p. 82; AA.VV. (1988), pp. 157, 222; Mocsy (1983), p. 116; Rothschild (1990), p. 151.
40. ↑  Mocsy (1983), p. 116.
41. ↑  Juhász (1979), p. 23; AA.VV. (1988), pp. 222, 387; Rothschild (1990), p. 151; Mocsy (1983), p. 117.
42. ↑  Mocsy (1983), p. 117.
43. 1 2  Király e Pastor (1988), p. 82.
44. ↑  AA.VV. (1988), p. 222.
45. ↑  AA.VV. (1988), p. 387.
46. ↑  AA.VV. (1988), p. 387; Rothschild (1990), p. 152.
47. ↑  AA.VV. (1988), pp. 387-388.
48. ↑  Juhász (1979), pp. 23-24; AA.VV. (1988), pp. 157, 388; Rothschild (1990), pp. 151-152; Mocsy (1983), p. 117.
49. ↑  Mocsy (1983), pp. 117-118.
50. ↑  Mocsy (1983), p. 118.
51. ↑  AA.VV. (1988), p. 223.
52. 1 2 3 4  Mocsy (1983), p. 119.
53. ↑  AA.VV. (1988), p. 386; Rothschild (1990), p. 151; Mocsy (1983), p. 118.
54. 1 2  AA.VV. (1988), p. 389.
55. 1 2 3  AA.VV. (1988), p. 163.
56. ↑  Nagy-Talavera (1970), p. 51; AA.VV. (1988), p. 163.
57. ↑  Bodó (2004), p. 130.
58. ↑  Mocsy (1983), p. 126.
59. ↑  Mocsy (1983), pp. 126-127.
60. ↑  Mocsy (1983), p. 123.
61. 1 2 3  AA.VV. (1988), p. 388.
62. ↑  Mocsy (1983), p. 123; Rothschild (1990), p. 152.
63. ↑  AA.VV. (1988), p. 389; Mocsy (1983), p. 123.
64. ↑  AA.VV. (1988), p. 389;  Mocsy (1983), p. 123; Rothschild (1990), p. 152.
65. ↑  AA.VV. (1988), p. 389; Mocsy (1983), p. 123; Rothschild (1990), p. 152.
66. ↑  Juhász (1979), p. 23; AA.VV. (1988), p. 389; Rothschild (1990), p. 152; Mocsy (1983), p. 123.
67. 1 2 3  Mocsy (1983), p. 124.
68. ↑  Juhász (1979), p. 24.
69. ↑  Nagy-Talavera (1970), p. 50; Bodó (2010), p. 709.
70. 1 2  Mocsy (1983), p. 125.
71. ↑  Mocsy (1983), p. 127.
72. 1 2 3  Mocsy (1983), p. 128.
73. ↑  Bodó (2010), p. 709.
74. 1 2  Mocsy (1983), p. 129.
75. ↑  Bodó (2010), p. 710.
76. ↑  Juhász (1979), p. 29; Rothschild (1990), p. 152; Mocsy (1983), p. 124.
77. ↑  Mocsy (1983), p. 129; Rothschild (1990), p. 152.
78. ↑  Mocsy (1983), p. 130.
79. ↑  Juhász (1979), p. 29; Mocsy (1983), p. 130; Rothschild (1990), p. 152.
80. ↑  Juhász (1979), p. 29; Rothschild (1990), p. 152; Rogger e Weber (1974), p. 371; Nagy-Talavera (1970), p. 53; Mocsy (1983), p. 130.
81. ↑  Mocsy (1983), p. 135; Király e Pastor (1988), p. 85; Rothschild (1990), p. 152.
82. ↑  Mocsy (1983), p. 135.
83. ↑  Mocsy (1983), pp. 135, 137.
84. ↑  Mocsy (1983), p. 137.
85. ↑  Rothschild (1990), p. 152; Mocsy (1983), p. 141; Juhász (1979), p. 29.
86. 1 2  Rothschild (1990), p. 153.
87. ↑  Mocsy (1983), p. 139.
88. ↑  Mocsy (1983), p. 140.
89. ↑  Király e Pastor (1988), p. 85; Mocsy (1983), pp. 142, 155.
90. ↑  AA.VV. (1988), p. 390; Mocsy (1983), p. 145; Rothschild (1990), p. 152; Rogger e Weber (1974), p. 371; Nagy-Talavera (1970), p. 53; Bodó (2004), p. 134.
91. ↑  Mocsy (1983), p. 151.
92. ↑  Rogger e Weber (1974), p. 371.
93. ↑  Nagy-Talavera (1970), p. 54.
94. ↑  Bodó (2004), p. 132.
95. ↑  Mocsy (1983), p. 155; Király e Pastor (1988), p. 85; Rothschild (1990), p. 153.
96. ↑  Mocsy (1983), pp. 155, 157; Rothschild (1990), p. 153.
97. ↑  Mocsy (1983), p. 167; Rothschild (1990), pp. 153-154.
98. 1 2 3 4 5 6  Mocsy (1983), p. 158.
99. 1 2 3  Mocsy (1983), p. 167.
100. ↑  Rogger e Weber (1974), p. 371; Mocsy (1983), p. 167.
101. 1 2 3 4 5  Mocsy (1983), p. 168.
102. ↑  Mocsy (1983), pp. 168-169.
103. 1 2 3 4 5  Mocsy (1983), p. 169.
104. ↑  Rogger e Weber (1974), p. 373; Mocsy (1983), p. 169.
105. 1 2 3 4 5  Mocsy (1983), p. 170.
106. ↑  Mocsy (1983), p. 170; Rothschild (1990), p. 154.
107. ↑  Mocsy (1983), p. 170; Nagy-Talavera (1970), p. 53; Bodó (2004), pp. 153-154.
108. ↑  Rogger e Weber (1974), p. 373; Mocsy (1983), p. 170.
109. ↑  Bodó (2006), p. 122; Mocsy (1983), p. 170.
110. ↑  Bodó (2006), p. 141.
111. ↑  Bodó (2004), pp. 154-155; Mocsy (1983), p. 170.
112. ↑  Rogger e Weber (1974), p. 375; Nagy-Talavera (1970), p. 50; Mocsy (1983), p. 171.
113. 1 2  Mocsy (1983), p. 171.
114. ↑  Nagy-Talavera (1970), p. 50; Mocsy (1983), p. 171.
115. ↑  Rogger e Weber (1974), p. 375.